# Nino Porzio

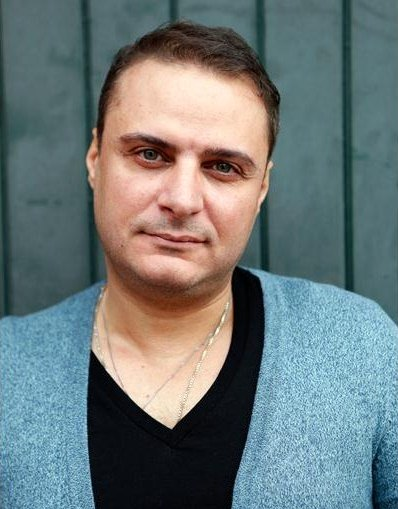
Nino Porzio (2015)

Antonino „Nino“ Porzio (* 4. Juni 1972 in Palermo) ist ein italienisch-deutscher Sänger, Schauspieler, Musiker und Songwriter.

## Leben und Karriere
Porzios Familie übersiedelte in den 1970er Jahren nach Deutschland, wo sein Vater in den 1980er Jahren ein Lebensmittelgeschäft eröffnete. Nino Porzio interessierte sich schon als Kind für Gesang und Schauspielerei, wobei sein großes Vorbild der Schlagersänger Bino war. Er erhielt Schlagzeug-Unterricht und gründete als Absolvent des Konservatoriums seine erste Band, die auf verschiedenen Straßenfesten auftrat. In den 1990er Jahren folgten Auftritte in Deutschland und in ganz Europa, bei denen er auch als Solist wirkte.
1995 veröffentlichte er in Deutschland sein erstes Album Rosa; 1998 komponierte er das Lied Sogno. Dieser Song wurde von der Plattenfirma HDN Music in verschiedene Sampler ausgekoppelt. Sein zweites Album, Mille Pazzie, wurde im Jahr 2000 in Italien veröffentlicht. Ein Jahr später nahm Porzio am Songcontest Voci Nuove Per La Discografia in Rom teil. 2003 arbeitete er mit dem Sänger und Moderator Peter Rafael zusammen.
Mit dem Titel Ti amo begannen seine Gastauftritte in deutschen, italienischen und belgischen Fernseh- und Radiostationen. 2011 veröffentlichte Porzio das Album Caruso (produziert von Lucio Dalla bei Mint Records). Es folgte im selben Jahr die CD Made in Italy mit acht Cover-Songs, unter anderem Volare von Domenico Modugno, Ancora Tu von Lucio Battisti, und Quando Quando Quando von Tony Renis. Im Juni 2013 gab er ein Live-Konzert in Köln mit mehr als 3.000 Besuchern.Mit dem Cover von Roy Black Ich denk an dich auf seiner 2013 erschienenen Single Io penso a te erreichte er Platz 38 der spanischen Mallorca Mega Charts. Es folgte die Veröffentlichung weiterer Alben, Singles, EPs und Compilations.
Ab 2012 übernahm er als Schauspieler verschiedene Filmrollen und wirkte in Fernsehserien mit. Außerdem trat er am Düsseldorfer Schauspielhaus in Tagesrollen auf.
Er war mehrfach zu Gast im Fernsehen, unter anderem in der Heute-show in einem Sketch gemeinsam mit Carolin Kebekus (2015) sowie Valerie Niehaus (2019). In Verstehen Sie Spaß? spielte er 2017 in einem Sketch gemeinsam mit Luke Mockridge, mit dem er ebenfalls bei LUKE! Die Woche und ich auftrat. Auch in Terra X spielte er in zwei Sendungen als Darsteller mit: 2019 in Die Reise der Menschheit und 2020 in Eine kurze Geschichte über die Hexenverfolgung. 2020 übernahm er eine Nebenrolle in Soko Köln in der Folge Schmidts Reloaded.

## Filmografie (Auswahl)

### Fernsehen
- 2013–2015: Alarm für Cobra 11 – Die Autobahnpolizei
- 2014: Der letzte Bulle
- 2013: Achtung Kontrolle
- 2013: Niedrig und Kuhnt
- 2014: Danni Lowinski (Fernsehserie, 14 Folgen)
- 2014: Marie Brand
- 2014: Alles was zählt
- 2015+2019: Heute-show
- 2016: Gomorrha
- 2017: Verstehen Sie Spaß?
- 2017: LUKE Die Woche und ich
- 2018: Terra X: Die Reise der Menschheit
- 2018: Keiner schiebt uns weg
- 2019: Einstein
- 2019: Der Lehrer
- 2019: Unter Uns
- 2019: Heldt
- 2019: Alte Bande
- 2020: SOKO Köln
- 2020: Das Geheimnis der Freiheit
- 2020: Über Weihnachten. Episode: Das schönste Weihnachten des Jahres.
- 2020: Tatort: In der Familie (Teil 1)
- 2020: Terra X:Eine kurze Geschichte

### Kino
- 2015: Die dunkle Seite des Mondes
- 2018: Herrliche Zeiten
- 2019: Il Traditore
- 2019: Zu weit weg
- 2019: Der letzte Bulle
- 2019: Ich war noch niemals in New York
- 2019: 7500
- 2019: All My Loving
- 2021: Catweazle

## Diskografie
Alben
- 1995: Rosa. Twin Records
- 2000: Mille Pazzie. MusicaNapoletana
- 2011: Caruso. Mint Records, ZYX Music / BMG Ricordi Music Publishing / EMI Italiana
- 2011: Made in Italy. Radiomixitalia
- 2014: Brividi nel Cuore. Seamusica
- 2016: Greatest Hits.  Music & music

EPs
- 2009: Ti amo. Akasa Records (MCP Sound & Media; Warner Music Group)
- 2013: Rosa. Radiomixitalia (Neuaufnahme)

Singles
- 2013: Io Penso a te. Pamusound/Seamusica
- 2014: Attimi. Radiomixitalia/Seamusica
- 2016: Lontani Nel Tempo. Mantovani Music

Cover
- 2011: Caruso von Lucio Dalla
- 2011: L'italiano von Toto Cutugno
- 2011: Ancora tu von Lucio Battisti
- 2011: Quando quando quando von Tony Renis
- 2011: Nel blu dipinto di blu von Domenico Modugno
- 2011: Più bella cosa von Eros Ramazzotti
- 2011: Malafemmena von Antonio De Curtis
- 2011: Sempre sempre von Albano Carrisi
- 2011: Anema e core von Salve D'Esposito / Tito Manlio

Compilation 
- 1998: 7 tracks to relax. Lied Sogno. HDN Music, GET-Ready-Verlag[9]
- 2009: Disco Amorki vol. 12. Muza 80.[10]
- 2011: Italia's Best. ZYX Music.[11]
- 2011: Italian Evergreens VOL.2. ZYX Music.[12]
- 2013:Ti amo-die schoensten hit. MCP Sound & Media.[13]